# Jeux asiatiques en salle de 2005
Les Jeux asiatiques en salle de 2005, officiellement appelés Ier Jeux asiatiques en salle de 2005, sont la première édition des Jeux asiatiques et d'arts martiaux en salle. Ils se déroulent du 12 au 19 novembre 2005.

## Organisation

### Logo
Le logo des premiers Jeux asiatiques comprend neuf étoiles jaunes représentant les neuf opinions du peuple asiatique qui sont : l'esprit et l'âme de l'humanité, l'esprit sportif, la création de l'amitié, construire une bonne apparence physique, l'inspiration, la pensée créative, la solidarité, la tranquillité et la liberté humaine.
Le soleil rouge représente quant à lui le Conseil Olympique d'Asie, symbole officiel des Jeux asiatiques. Les trois lignes (bleue, rouge et dorée) représentent un A pour Asie et prennent la forme d'un toit de maison typiquement thaïlandais. Alors que les lignes rouge et bleu représentent les couleurs nationales de la Thaïlande, la ligne dorée forme un sourire exprimant un accueil chaleureux aux visiteurs.

### Mascottes
Les mascottes officielles des Jeux sont deux éléphants, Hey et Há. Le premier est bleu et le second est jaune. Ils représentent l'amusement, la gaieté et la détente.

### Calendrier
|  | Cérémonies | C | Jour de compétition | n | Nombre de finales |

| Sports                         | Sports                   | Sports | Jour de compétition (novembre) | Jour de compétition (novembre) | Jour de compétition (novembre) | Jour de compétition (novembre) | Jour de compétition (novembre) | Jour de compétition (novembre) | Jour de compétition (novembre) | Jour de compétition (novembre) | Jour de compétition (novembre) | Jour de compétition (novembre) |
| Sports                         | Sports                   | Sports | 10                             | 11                             | 12                             | 13                             | 14                             | 15                             | 16                             | 17                             | 18                             | 19                             |
| ------------------------------ | ------------------------ | ------ | ------------------------------ | ------------------------------ | ------------------------------ | ------------------------------ | ------------------------------ | ------------------------------ | ------------------------------ | ------------------------------ | ------------------------------ | ------------------------------ |
| Cérémonies                     | Cérémonies               |        |                                |                                | O                              |                                |                                |                                |                                |                                |                                | C                              |
| Gymnastique aérobic            | Gymnastique aérobic      |        |                                |                                |                                |                                |                                |                                | 2                              | 2                              |                                |                                |
| Danse sportive                 | Danse sportive           |        |                                |                                |                                |                                | 6                              | 6                              |                                |                                |                                |                                |
| Sports extrêmes                | BMX freestyle            |        |                                |                                |                                |                                |                                | C                              | 2                              | 1                              |                                |                                |
| Sports extrêmes                | Roller freestyle         |        |                                |                                |                                |                                |                                | C                              | 1                              | 2                              |                                |                                |
| Sports extrêmes                | Skateboard               |        |                                |                                |                                |                                |                                |                                | 1                              | 1                              |                                |                                |
| Sports extrêmes                | Escalade sportive        |        |                                |                                |                                |                                | C                              | C                              | 4                              |                                |                                |                                |
| Futsal                         | Futsal                   |        | C                              | C                              | C                              | C                              | C                              | C                              | 1                              | 1                              |                                |                                |
| Athlétisme en salle            | Athlétisme en salle      |        |                                |                                |                                | 4                              | 9                              | 13                             |                                |                                |                                |                                |
| Cyclisme en salle              | Cyclisme en salle        |        |                                |                                |                                |                                | 2                              | 2                              |                                | 1                              |                                |                                |
| Muay-thaï                      | Muay-thaï                |        |                                |                                |                                | 1                              | 1                              | 2                              | 3                              |                                | 10                             |                                |
| Sepak takraw                   | Sepak takraw             |        |                                |                                |                                |                                |                                | C                              | C                              | C                              | 2                              |                                |
| Natation en petit bassin       | Natation en petit bassin |        |                                |                                |                                | 8                              | 8                              | 8                              | 8                              | 8                              |                                |                                |
|                                |                          |        | 10                             | 11                             | 12                             | 13                             | 14                             | 15                             | 16                             | 17                             | 18                             | 19                             |
| Jour de compétition (novembre) |                          |        |                                |                                |                                |                                |                                |                                |                                |                                |                                |                                |

## Nations participantes
| - Bahreïn - Cambodge - Chine - Taipei chinois - Hong Kong - Inde - Indonésie - Iran - Irak - Japon - Jordanie - Kazakhstan - Koweït | - Kirghizistan - Laos - Liban - Macao - Malaisie - Maldives - Mongolie - Birmanie - Népal - Corée du Nord - Oman - Pakistan - Philippines | - Qatar - Singapour - Corée du Sud - Sri Lanka - Syrie - Thaïlande - Turkménistan - Émirats arabes unis - Ouzbékistan - Viêt Nam - Yémen |

## Sites

### Bangkok
Cinq disciplines se déroulent dans Bangkok intra-muros : les épreuves de danse sportive, de futsal, de cyclisme en salle, de sepak takraw et de natation en petit bassin. Elles se dérouleront respectivement dans l'Indoor Stadium Huamark, le Thai-Japanese Stadium, le Nimibutr Stadium, le The Mall Bangkapi et le Huamark Sports Complex.

### En dehors de Bangkok
Les disciplines restantes, la gymnastique aérobic, le muay-thaï, les sports extrêmes, l'escalade sportive et l'athlétisme en salle, se déroulent en dehors de la capitale thaïlandaise. Elles se déroulent, pour la gymnastique aérobic et le muay-thaï, dans le Saphan Hin Sports Complex à Phuket ; les sports extrêmes dans le Suphanburi X-Games Sports Stadium et l'escalade sportive dans le Suphanburi Sports Complex, tous les deux à Suphanburi ; les épreuves d'athlétisme en salle se déroulent quant à elles à Pattaya dans l'Indoor Athletics Stadium.

## Sports
| Sports                   | Sports                   | Épreuves              | Épreuves                       | Nombres de nations médaillés | Nombre de médailles |
| ------------------------ | ------------------------ | --------------------- | ------------------------------ | ---------------------------- | ------------------- |
| Gymnastique aérobic      | Gymnastique aérobic      | Hommes individuels    | Hommes individuels             | 4                            | 12                  |
| Gymnastique aérobic      | Gymnastique aérobic      | Femmes individuelles  |                                | 4                            | 12                  |
| Gymnastique aérobic      | Gymnastique aérobic      | Paire mixe            |                                | 4                            | 12                  |
| Gymnastique aérobic      | Gymnastique aérobic      | Trio                  |                                | 4                            | 12                  |
| Danse sportive           | Danse sportive           | Standard              | Cinq danses                    | 4                            | 18                  |
| Danse sportive           | Danse sportive           | Standard              | Quickstep                      | 4                            | 18                  |
| Danse sportive           | Danse sportive           | Standard              | Foxtrot lent                   | 4                            | 18                  |
| Danse sportive           | Danse sportive           | Standard              | Tango                          | 4                            | 18                  |
| Danse sportive           | Danse sportive           | Standard              | Valse viennoise                | 4                            | 18                  |
| Danse sportive           | Danse sportive           | Standard              | Valse                          | 4                            | 18                  |
| Danse sportive           | Danse sportive           | Salon                 | Cinq danses                    | 5                            | 18                  |
| Danse sportive           | Danse sportive           | Salon                 | Cha-cha-cha                    | 5                            | 18                  |
| Danse sportive           | Danse sportive           | Salon                 | Jive                           | 5                            | 18                  |
| Danse sportive           | Danse sportive           | Salon                 | Paso doble                     | 5                            | 18                  |
| Danse sportive           | Danse sportive           | Salon                 | Rumba                          | 5                            | 18                  |
| Danse sportive           | Danse sportive           | Salon                 | Samba                          | 5                            | 18                  |
| Sports extrêmes          | BMX freestyle            | Terrain plat          | Terrain plat                   | 3                            | 9                   |
| Sports extrêmes          | BMX freestyle            | Parc                  |                                | 3                            | 9                   |
| Sports extrêmes          | BMX freestyle            | Meilleur tour en parc |                                | 3                            | 9                   |
| Sports extrêmes          | Roller freestyle         | Parc                  | Parc                           | 3                            | 9                   |
| Sports extrêmes          | Roller freestyle         | Meilleur tour en parc |                                | 3                            | 9                   |
| Sports extrêmes          | Roller freestyle         | Vertical              |                                | 3                            | 9                   |
| Sports extrêmes          | Skateboard               | Parc                  | Parc                           | 5                            | 6                   |
| Sports extrêmes          | Skateboard               | Meilleur tour en parc |                                | 5                            | 6                   |
| Sports extrêmes          | Escalade sportive        | Hommes                | En plomb                       | 5                            | 6                   |
| Sports extrêmes          | Escalade sportive        | Hommes                | Vitesse                        | 5                            | 6                   |
| Sports extrêmes          | Escalade sportive        | Femmes                | En plomb                       | 5                            | 6                   |
| Sports extrêmes          | Escalade sportive        | Femmes                | Vitesse                        | 5                            | 6                   |
| Futsal                   | Futsal                   | Hommes                | Hommes                         | 3                            | 3                   |
| Futsal                   | Futsal                   | Femmes                | Femmes                         | 3                            | 3                   |
| Athlétisme en salle      | Athlétisme en salle      | Hommes                | 60 m                           | 10                           | 39                  |
| Athlétisme en salle      | Athlétisme en salle      | Hommes                | 400 m                          | 10                           | 39                  |
| Athlétisme en salle      | Athlétisme en salle      | Hommes                | 800 m                          | 10                           | 39                  |
| Athlétisme en salle      | Athlétisme en salle      | Hommes                | 1500 m                         | 10                           | 39                  |
| Athlétisme en salle      | Athlétisme en salle      | Hommes                | 3000 m                         | 10                           | 39                  |
| Athlétisme en salle      | Athlétisme en salle      | Hommes                | 60 m haies                     | 10                           | 39                  |
| Athlétisme en salle      | Athlétisme en salle      | Hommes                | Relais 4 × 400 m               | 10                           | 39                  |
| Athlétisme en salle      | Athlétisme en salle      | Hommes                | Saut en hauteur                | 10                           | 39                  |
| Athlétisme en salle      | Athlétisme en salle      | Hommes                | Saut à la perche               | 10                           | 39                  |
| Athlétisme en salle      | Athlétisme en salle      | Hommes                | Saut en longueur               | 10                           | 39                  |
| Athlétisme en salle      | Athlétisme en salle      | Hommes                | Triple saut                    | 10                           | 39                  |
| Athlétisme en salle      | Athlétisme en salle      | Hommes                | Lancer du poids                | 10                           | 39                  |
| Athlétisme en salle      | Athlétisme en salle      | Hommes                | Heptathlon                     | 10                           | 39                  |
| Athlétisme en salle      | Athlétisme en salle      | Femmes                | 60 m                           | 9                            | 39                  |
| Athlétisme en salle      | Athlétisme en salle      | Femmes                | 400 m                          | 9                            | 39                  |
| Athlétisme en salle      | Athlétisme en salle      | Femmes                | 800 m                          | 9                            | 39                  |
| Athlétisme en salle      | Athlétisme en salle      | Femmes                | 1500 m                         | 9                            | 39                  |
| Athlétisme en salle      | Athlétisme en salle      | Femmes                | 3000 m                         | 9                            | 39                  |
| Athlétisme en salle      | Athlétisme en salle      | Femmes                | 60 m haies                     | 9                            | 39                  |
| Athlétisme en salle      | Athlétisme en salle      | Femmes                | Relais 4 × 400 m               | 9                            | 39                  |
| Athlétisme en salle      | Athlétisme en salle      | Femmes                | Saut en hauteur                | 9                            | 39                  |
| Athlétisme en salle      | Athlétisme en salle      | Femmes                | Saut à la perche               | 9                            | 39                  |
| Athlétisme en salle      | Athlétisme en salle      | Femmes                | Saut en longueur               | 9                            | 39                  |
| Athlétisme en salle      | Athlétisme en salle      | Femmes                | Triple saut                    | 9                            | 39                  |
| Athlétisme en salle      | Athlétisme en salle      | Femmes                | Lancer du poids                | 9                            | 39                  |
| Athlétisme en salle      | Athlétisme en salle      | Femmes                | Pentathlon                     | 9                            | 39                  |
| Cyclisme en salle        | Cyclisme en salle        | Hommes simples        | Hommes simples                 | 4                            | 15                  |
| Cyclisme en salle        | Cyclisme en salle        | Hommes doubles        |                                | 4                            | 15                  |
| Cyclisme en salle        | Cyclisme en salle        | Femmes simples        |                                | 4                            | 15                  |
| Cyclisme en salle        | Cyclisme en salle        | Femmes doubles        |                                | 4                            | 15                  |
| Cyclisme en salle        | Cyclisme en salle        | Cycle ball            |                                | 4                            | 15                  |
| Muay-thaï                | Muay-thaï                | Wai khru              | 51 kg                          | 10                           | 24                  |
| Muay-thaï                | Muay-thaï                | Wai khru              | 54 kg                          | 10                           | 24                  |
| Muay-thaï                | Muay-thaï                | Wai khru              | 57 kg                          | 10                           | 24                  |
| Muay-thaï                | Muay-thaï                | Wai khru              | 61 kg                          | 10                           | 24                  |
| Muay-thaï                | Muay-thaï                | Wai khru              | 66 kg                          | 10                           | 24                  |
| Muay-thaï                | Muay-thaï                | Wai khru              | 71 kg                          | 10                           | 24                  |
| Muay-thaï                | Muay-thaï                | Wai khru              | 75 kg                          | 10                           | 24                  |
| Muay-thaï                | Muay-thaï                | Wai khru              | 86 kg                          | 10                           | 24                  |
| Muay-thaï                | Muay-thaï                | Combat                | 51 kg                          | 10                           | 33                  |
| Muay-thaï                | Muay-thaï                | Combat                | 54 kg                          | 10                           | 33                  |
| Muay-thaï                | Muay-thaï                | Combat                | 57 kg                          | 10                           | 33                  |
| Muay-thaï                | Muay-thaï                | Combat                | 61 kg                          | 10                           | 33                  |
| Muay-thaï                | Muay-thaï                | Combat                | 66 kg                          | 10                           | 33                  |
| Muay-thaï                | Muay-thaï                | Combat                | 71 kg                          | 10                           | 33                  |
| Muay-thaï                | Muay-thaï                | Combat                | 75 kg                          | 10                           | 33                  |
| Muay-thaï                | Muay-thaï                | Combat                | 79 kg                          | 10                           | 33                  |
| Muay-thaï                | Muay-thaï                | Combat                | 86 kg                          | 10                           | 33                  |
| Sepak takraw             | Sepak takraw             | Hommes                | Hommes                         | 4                            | 4                   |
| Sepak takraw             | Sepak takraw             | Femmes                | Femmes                         | 4                            | 4                   |
| Natation en petit bassin | Natation en petit bassin | Hommes                | 50 m nage libre                | 10                           | 61                  |
| Natation en petit bassin | Natation en petit bassin | Hommes                | 100 m nage libre               | 10                           | 61                  |
| Natation en petit bassin | Natation en petit bassin | Hommes                | 200 m nage libre               | 10                           | 61                  |
| Natation en petit bassin | Natation en petit bassin | Hommes                | 50 m dos                       | 10                           | 61                  |
| Natation en petit bassin | Natation en petit bassin | Hommes                | 100 m dos                      | 10                           | 61                  |
| Natation en petit bassin | Natation en petit bassin | Hommes                | 200 m dos                      | 10                           | 61                  |
| Natation en petit bassin | Natation en petit bassin | Hommes                | 50 m brasse                    | 10                           | 61                  |
| Natation en petit bassin | Natation en petit bassin | Hommes                | 100 m brasse                   | 10                           | 61                  |
| Natation en petit bassin | Natation en petit bassin | Hommes                | 200 m brasse                   | 10                           | 61                  |
| Natation en petit bassin | Natation en petit bassin | Hommes                | 50 m papillon                  | 10                           | 61                  |
| Natation en petit bassin | Natation en petit bassin | Hommes                | 100 m papillon                 | 10                           | 61                  |
| Natation en petit bassin | Natation en petit bassin | Hommes                | 200 m papillon                 | 10                           | 61                  |
| Natation en petit bassin | Natation en petit bassin | Hommes                | 100 m quatre nages individuel  | 10                           | 61                  |
| Natation en petit bassin | Natation en petit bassin | Hommes                | 200 m quatre nages individuel  | 10                           | 61                  |
| Natation en petit bassin | Natation en petit bassin | Hommes                | Relais 4 x 25 m nage libre     | 10                           | 61                  |
| Natation en petit bassin | Natation en petit bassin | Hommes                | Relais 4 x 50 m nage libre     | 10                           | 61                  |
| Natation en petit bassin | Natation en petit bassin | Hommes                | Relais 4 x 100 m nage libre    | 10                           | 61                  |
| Natation en petit bassin | Natation en petit bassin | Hommes                | Relais 4 x 25 m quatre nages   | 10                           | 61                  |
| Natation en petit bassin | Natation en petit bassin | Hommes                | Relais 4 x 50 quatre nages     | 10                           | 61                  |
| Natation en petit bassin | Natation en petit bassin | Hommes                | Relais 4 x 100 m quatre nages  | 10                           | 61                  |
| Natation en petit bassin | Natation en petit bassin | Femmes                | 50 m nage libre                | 8                            | 60                  |
| Natation en petit bassin | Natation en petit bassin | Femmes                | 100 m nage libre               | 8                            | 60                  |
| Natation en petit bassin | Natation en petit bassin | Femmes                | 200 m nage libre               | 8                            | 60                  |
| Natation en petit bassin | Natation en petit bassin | Femmes                | 50 m dos                       | 8                            | 60                  |
| Natation en petit bassin | Natation en petit bassin | Femmes                | 100 m dos                      | 8                            | 60                  |
| Natation en petit bassin | Natation en petit bassin | Femmes                | 200 m dos                      | 8                            | 60                  |
| Natation en petit bassin | Natation en petit bassin | Femmes                | 50 m brasse                    | 8                            | 60                  |
| Natation en petit bassin | Natation en petit bassin | Femmes                | 100 m brasse                   | 8                            | 60                  |
| Natation en petit bassin | Natation en petit bassin | Femmes                | 200 m brasse                   | 8                            | 60                  |
| Natation en petit bassin | Natation en petit bassin | Femmes                | 50 m papillon                  | 8                            | 60                  |
| Natation en petit bassin | Natation en petit bassin | Femmes                | 100 m papillon                 | 8                            | 60                  |
| Natation en petit bassin | Natation en petit bassin | Femmes                | 200 m papillon                 | 8                            | 60                  |
| Natation en petit bassin | Natation en petit bassin | Femmes                | 100 m quatre nages individuels | 8                            | 60                  |
| Natation en petit bassin | Natation en petit bassin | Femmes                | 200 m quatre nages individuels | 8                            | 60                  |
| Natation en petit bassin | Natation en petit bassin | Femmes                | Relais 4 x 25 m nage libre     | 8                            | 60                  |
| Natation en petit bassin | Natation en petit bassin | Femmes                | Relais 4 x 50 m nage libre     | 8                            | 60                  |
| Natation en petit bassin | Natation en petit bassin | Femmes                | Relais 4 x 100 m nage libre    | 8                            | 60                  |
| Natation en petit bassin | Natation en petit bassin | Femmes                | Relais 4 x 25 m quatre nages   | 8                            | 60                  |
| Natation en petit bassin | Natation en petit bassin | Femmes                | Relais 4 x 50 m quatre nages   | 8                            | 60                  |
| Natation en petit bassin | Natation en petit bassin | Femmes                | Relais 4 x 100 m quatre nages  | 8                            | 60                  |

## Tableau des médailles
| Rang               | Nation             | Or  | Argent | Bronze | Total |
| ------------------ | ------------------ | --- | ------ | ------ | ----- |
| 1                  | Chine              | 24  | 19     | 14     | 57    |
| 2                  | Kazakhstan         | 23  | 15     | 6      | 44    |
| 3                  | Thaïlande          | 18  | 21     | 34     | 73    |
| 4                  | Hong Kong          | 12  | 9      | 5      | 26    |
| 5                  | Inde               | 7   | 3      | 8      | 18    |
| 6                  | Ouzbékistan        | 6   | 7      | 9      | 22    |
| 7                  | Taipei chinois     | 6   | 4      | 3      | 13    |
| 8                  | Japon              | 6   | 2      | 6      | 14    |
| 9                  | Corée du Sud       | 5   | 7      | 10     | 22    |
| 10                 | Macao              | 3   | 6      | 5      | 14    |
| 11                 | Iran               | 3   | 5      | 2      | 10    |
| 12                 | Qatar              | 2   | 2      | 2      | 6     |
| 13                 | Jordanie           | 1   | 1      | 4      | 6     |
| 14                 | Indonésie          | 1   | 1      | 2      | 4     |
| 15                 | Philippines        | 1   | 0      | 2      | 3     |
| 16                 | Malaisie           | 1   | 0      | 0      | 1     |
| 17                 | Singapour          | 0   | 6      | 4      | 10    |
| 18                 | Laos               | 0   | 5      | 2      | 7     |
| 19                 | Irak               | 0   | 3      | 3      | 6     |
| 20                 | Koweït             | 0   | 2      | 3      | 5     |
| 21                 | Viêt Nam           | 0   | 1      | 1      | 2     |
| 22                 | Pakistan           | 0   | 1      | 0      | 1     |
| 22                 | Syrie              | 0   | 1      | 0      | 1     |
| 24                 | Kirghizistan       | 0   | 0      | 1      | 1     |
| 24                 | Corée du Nord      | 0   | 0      | 1      | 1     |
| 24                 | Oman               | 0   | 0      | 1      | 1     |
| Total (26 nations) | Total (26 nations) | 119 | 121    | 128    | 368   |